# Петр Кралерт
Петр Кралерт (чеськ. Petr Kralert; нар. 20 жовтня 1979) — колишній чеський тенісист.
Найвищу одиночну позицію світового рейтингу — 138 місце досяг 19 червня 2000, парну — 321 місце — 25 жовтня 2004 року.
Найвищим досягненням на турнірах Великого шолома було 2 коло в одиночному розряді.
Завершив кар'єру 2007 року.

## Титули на челленджерах

### Одиночний розряд: (2)
| Ранг | Рік  | Турнір           | Покриття | Суперник              | Рахунок                 |
| ---- | ---- | ---------------- | -------- | --------------------- | ----------------------- |
| 1.   | 1999 | Гранбі, Канада   | Тверде   | Марк Ноулз (тенісист) | 6–4, 6–7(2–7), 7–6(9–7) |
| 2.   | 2001 | Хошимін, В'єтнам | Тверде   | Суванді               | 6–2, 2–6, 6–4           |